# Родионов, Михаил Фёдорович
Михаил Фёдорович Родионов (1915—1992) — майор Советской Армии, участник Великой Отечественной войны, Герой Советского Союза (1945).

## Биография
Михаил Родионов родился 5 ноября 1915 года в селе Злобино (ныне — Становлянский район Липецкой области). После окончания Днепропетровского металлургического института работал на ТЭЦ в Ворошиловске. В 1937 году Родионов был призван на службу в Рабоче-крестьянскую Красную Армию. В 1941 году он окончил военно-политическое училище. С того же года — на фронтах Великой Отечественной войны.
К февралю 1945 года майор Михаил Родионов был заместителем по политчасти командира 18-го истребительно-противотанкового артиллерийского полка 6-й отдельной истребительно-противотанковой артиллерийской бригады 4-го Украинского фронта. Отличился во время освобождения Польши. В период с 9 по 12 февраля 1945 года в районе села Ясеница к юго-западу от Кракова Родионов, оказавшись вместе с основными силами полка отрезанным от командования, принял командование на себя и организовал отражение восьми немецких контратак, лично три раза поднимал артиллеристов в контратаки.
Указом Президиума Верховного Совета СССР от 29 июня 1945 года за «образцовое выполнение боевых заданий командования в боях за освобождение Польши и проявленные при этом мужество и героизм» майор Михаил Родионов был удостоен высокого звания Героя Советского Союза с вручением ордена Ленина и медали «Золотая Звезда» за номером 8137.
В 1946 году Родионов был уволен в запас. Проживал и работал в Кировограде. Скончался 24 января 1992 года, похоронен в Пантеоне Вечной Славы в Кировограде.
Был также награждён орденами Красного Знамени, Отечественной войны 1-й степени и Красной Звезды, рядом медалей.